# Thomas Heurtaux
Thomas Heurtaux (Lisieux, 3 de julio de 1988) es un futbolista francés que juega como defensa en el F. K. Pohronie de la Superliga de Eslovaquia.

## Trayectoria

### Clubes

#### Etapa francesa: juvenil, Cherbourg y Caen
Thomas Heurtaux comienza su carrera futbolística en 2003, cuando tenía 15 años jugando con el Caen militando hasta el 2008 en varios equipos del club francés. Después de pasar por todas las categorías inferiores del Caen y firmar su primer contrato profesional, es cedido al Cherbourg jugando 25 partidos en una única temporada con los azules en los que marcó un gol.
En 2009, finalizada la cesión, regresó al Caen debutando con el primer equipo el 10 de agosto frente al Nantes en un partido de la segunda división de la liga francesa. El Caen consiguió el campeonato de la Ligue 2 esa temporada logrando el ascenso a la Ligue 1 que jugó en la temporada 2010-11 logrando la permanencia con un meritorio 15.º puesto. Esa temporada en la primera francesa vio su primera expulsión como profesional el 15 de enero de 2011, durante el partido contra el Brest. El 28 de agosto firmó su primer gol en la Ligue 1 frente al Rennes. En las tres temporadas que militó en el Caen (2 de ellas en la Ligue 1) jugó 97 partidos de Liga (67 en primera) consiguiendo 5 goles (todos en la última temporada).

#### Udinese
El 25 de mayo de 2012, el director deportivo del Udinese, Fabrizio Larini, anunció el fichaje del jugador francés para las siguientes cinco temporadas. Para el verano de 2017 fue cedido al Hellas Verona.

### Internacional
En 2005 fue convocado para la sub-18 de Francia para jugar algunos amistosos con el equipo nacional. Un año más tarde participa con la sub-19 en la clasificación para el Campeonato de Europa Sub-19 de la UEFA de 2007, disputado en Austria.